# کفچه‌نوک شاهی
کفچه‌نوک پادشاهی (نام علمی: Platalea regia) نام یک گونه از سرده کفچه‌نوک است.

## نگارخانه

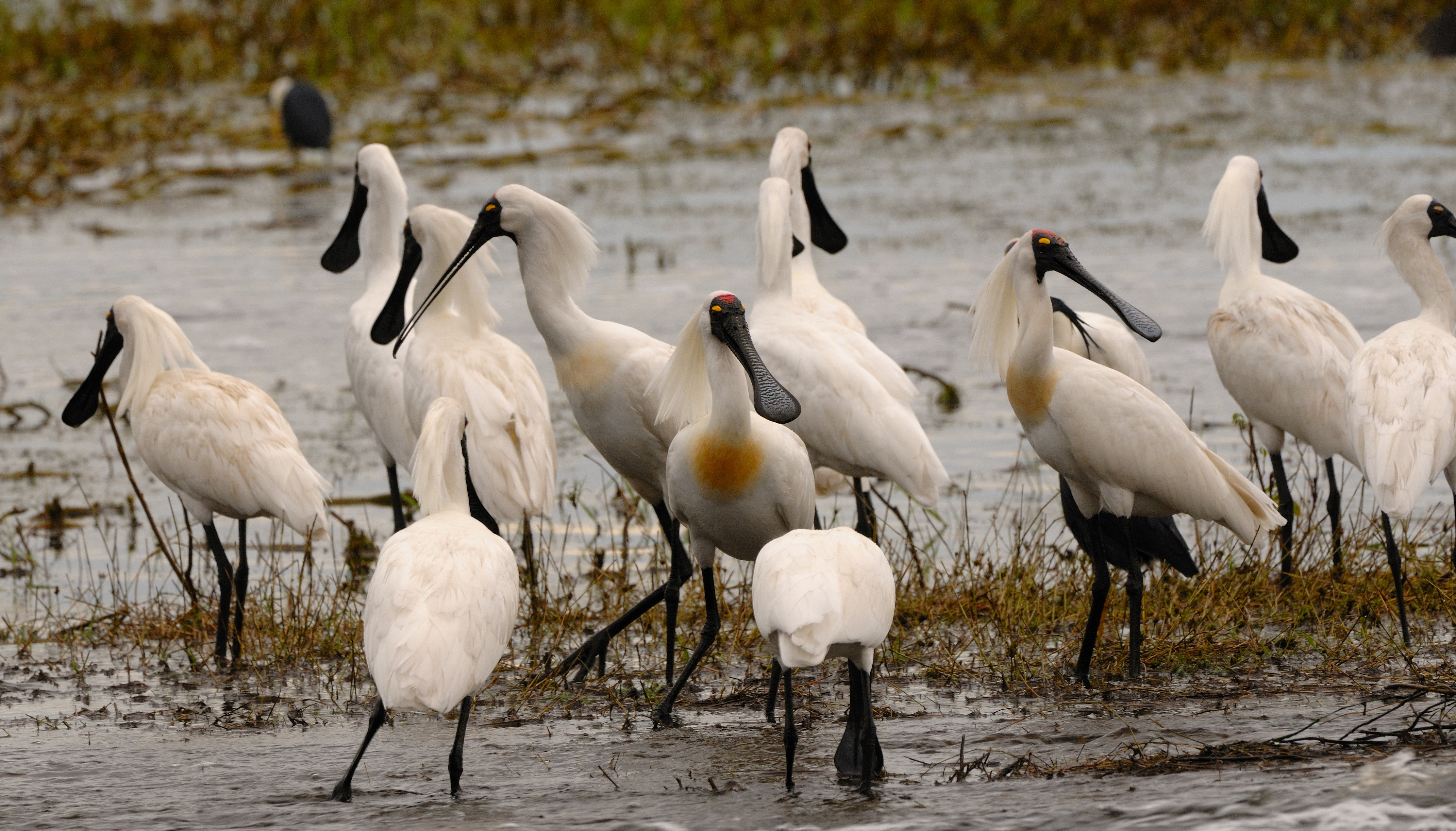
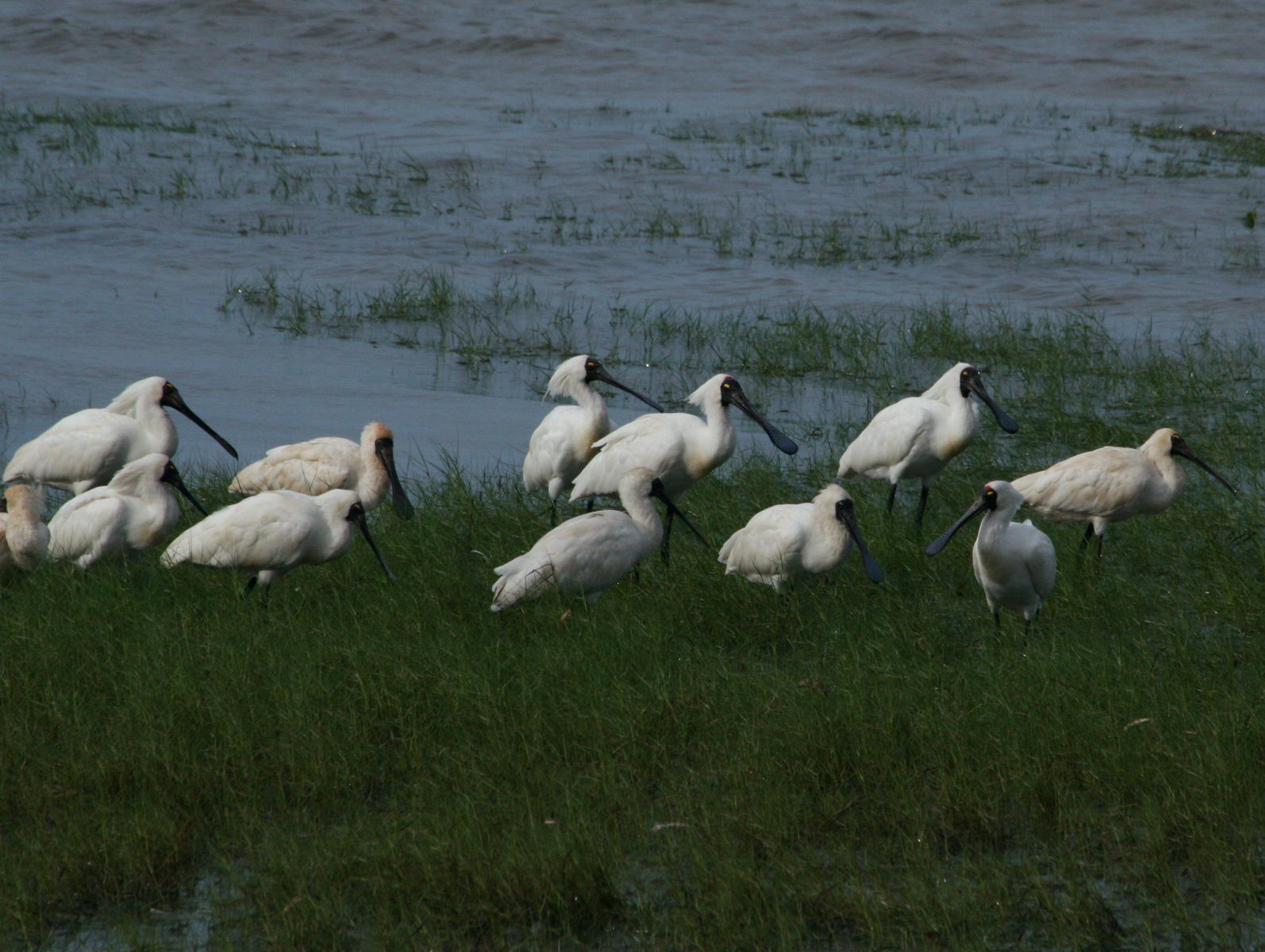
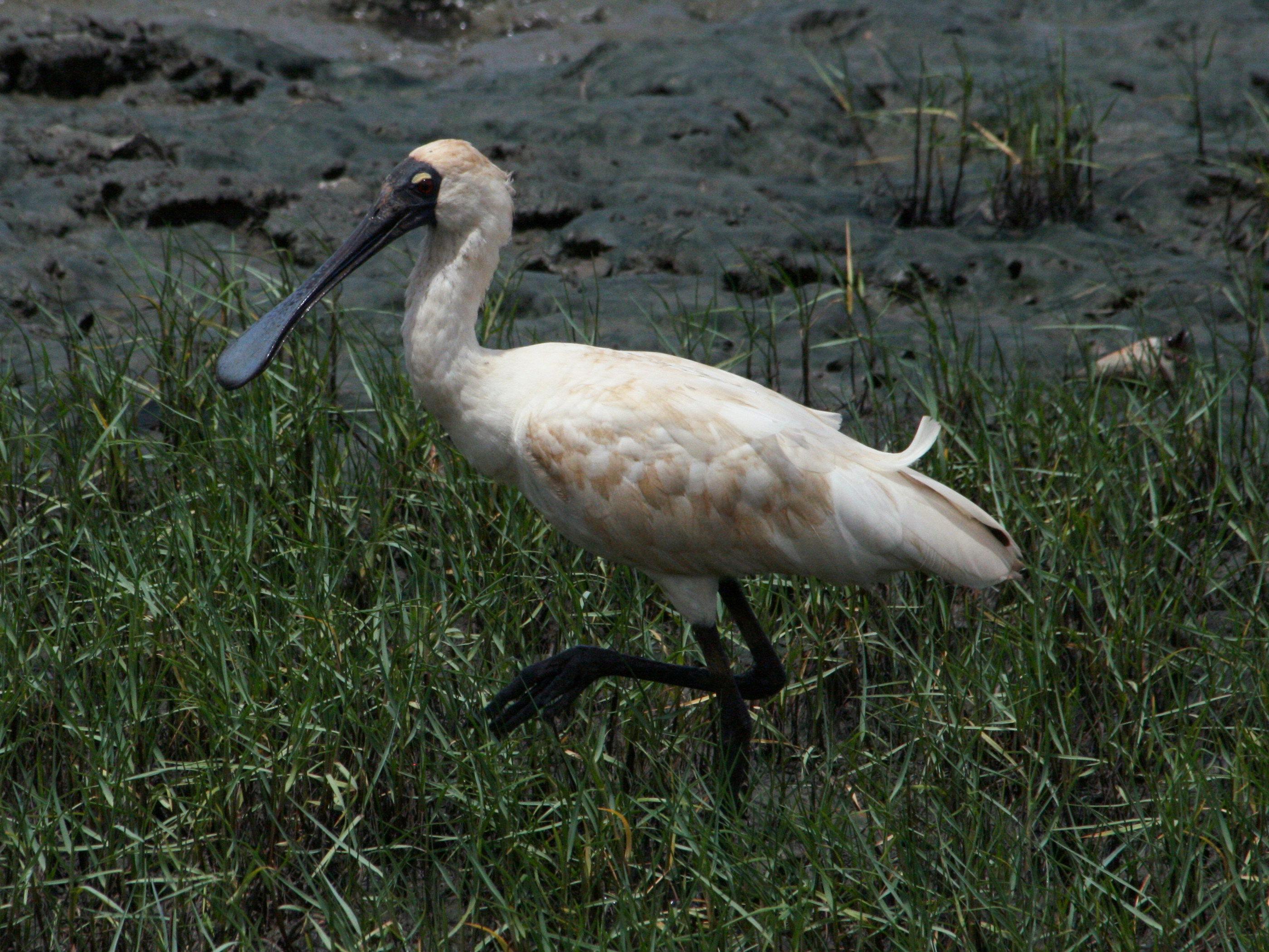
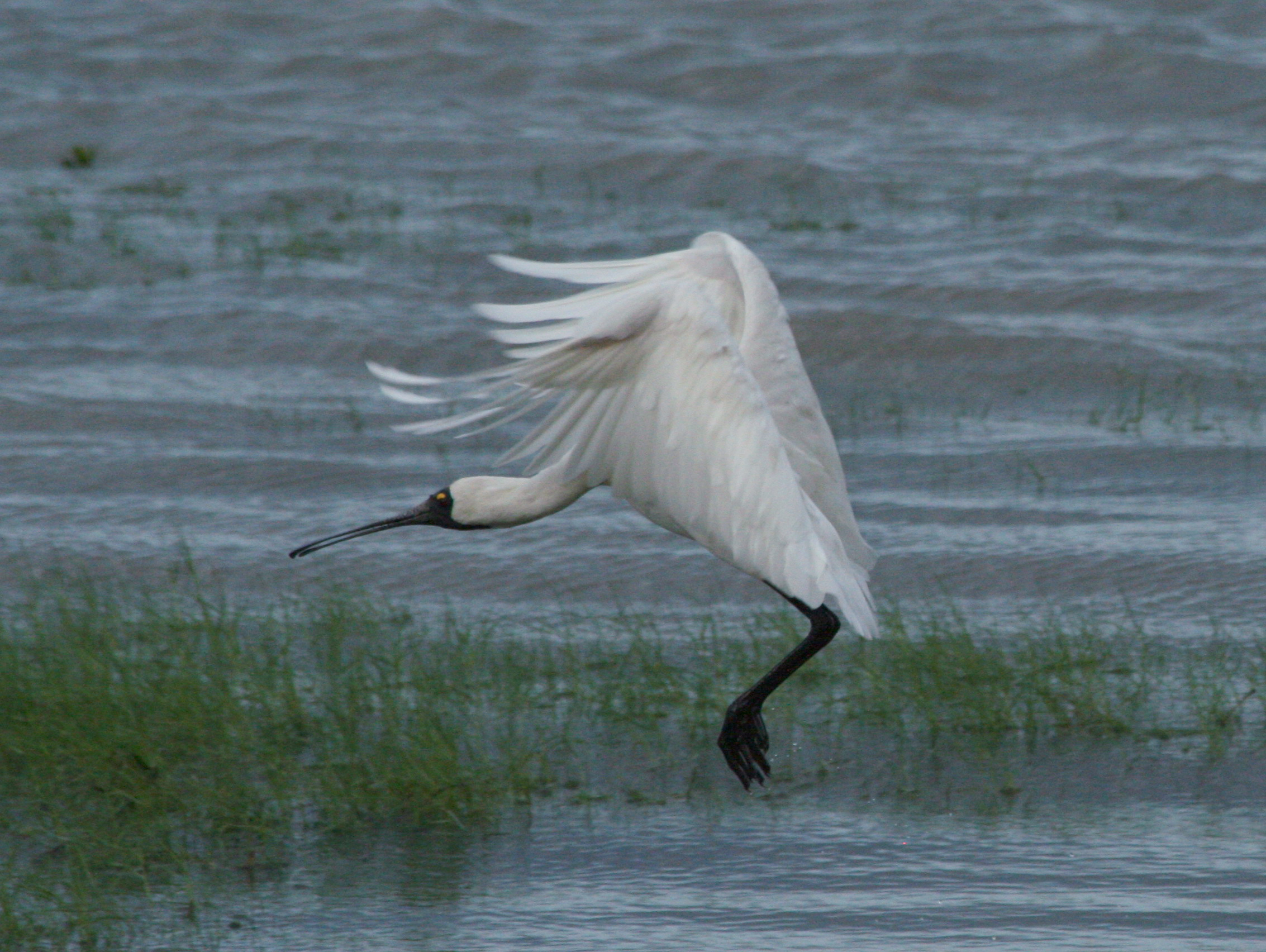
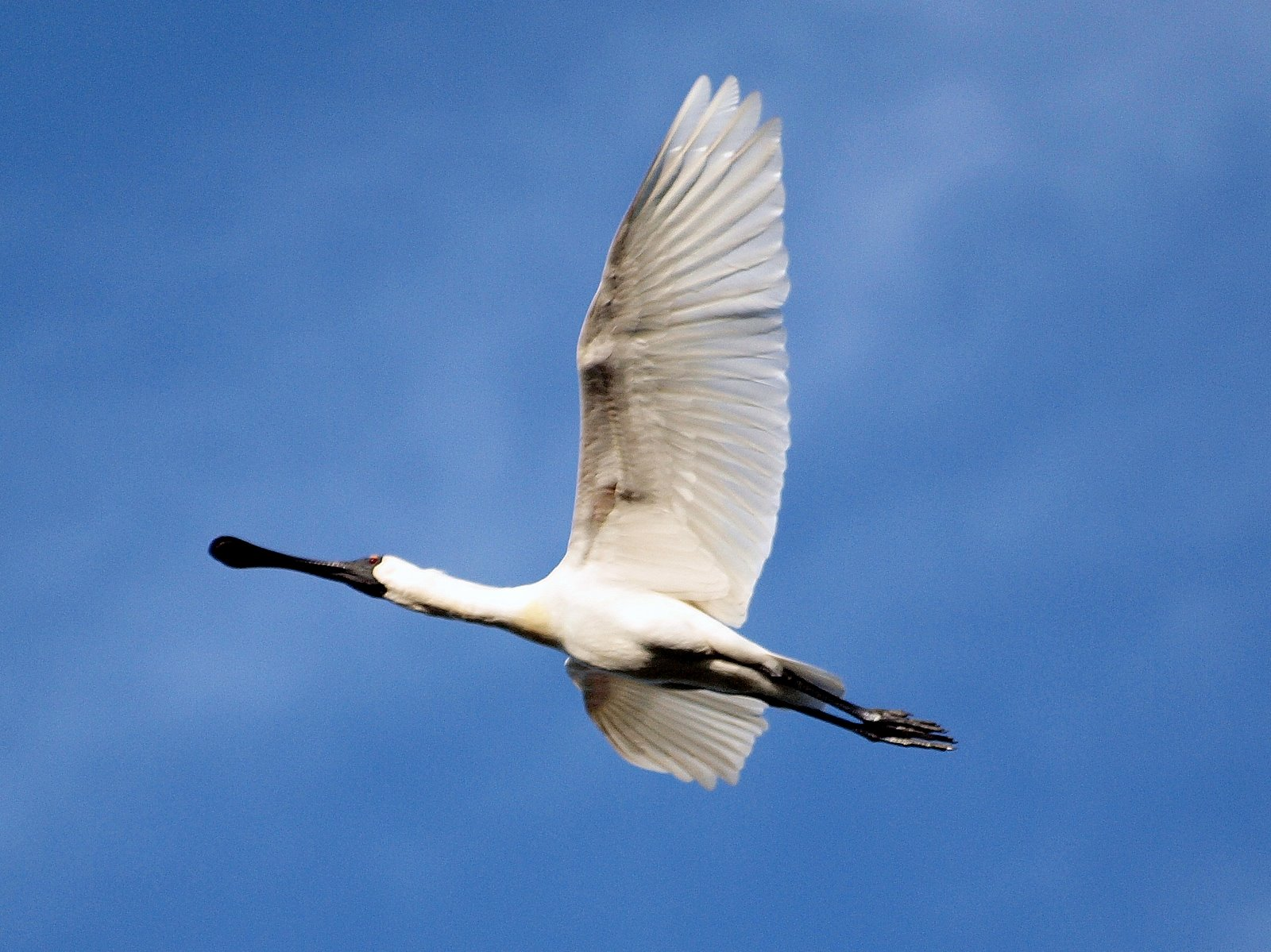